# Storia del cinema dell'orrore (saggio)
La Storia del cinema dell'orrore è stato, al momento della pubblicazione, il più dettagliato saggio sulla storia del cinema horror edito in Italia, e uno dei più completi a livello mondiale; anche dopo vent'anni di distanza, alla sua seconda edizione, il saggio viene considerato la più autorevole guida del genere mai pubblicata in Italia.  

Il libro, edito in due volumi, di cui l'ultimo in due tomi, analizza il cinema horror, nella sua doppia accezione di cinema dell'orrore e del terrore, dalle origini al 1978. 

## Struttura
Il saggio, suddiviso in tre tomi, oltre all'analisi storico-sociologia, cinematografica e produttiva del cinema dell'orrore, contiene oltre 150 trame di film, schede biografiche di attori e registi e numerose schede filmografiche.
Di seguito l'indice tratto dalla seconda edizione.
- Storia del cinema dell'orrore - Volume 1 - Dalle origini al 1957
  1. L'invenzione del fantastico - Il fantastico nel cinema delle origini
  2. Il doppio, il destino, l'ipnotizzatore - Il cinema fantastico tedesco nel periodo muto
  3. Il fantastico nella cinematografia danese
  4. L'uomo dai mille volti e i dinosauri - Il cinema fantastico americano 1921-1930
  5. La nascita del cinema dell'orrore - La produzione Universal 1930-1936
  6. King Kong: il fantastico come avventura e come spettacolo - la produzione RKO 1932-1935
  7. La creazione criminale e l'<<amour fou>> - La produzione anglosassone degli anni Trenta
  8. La grande saga - La produzione Universal 1939-1946
  9. Val Lewton - Un horror adulto - La produzione RKO 1942-1946
  10. Scienziati pazzi, zombie, uomini scimmia - La produzione di serie B 1940-1946
  11. Orrore e fantascienza - La produzione americana 1951-1956

- Storia del cinema dell'orrore - Volume 2 - Dal 1957 al 1966
  1. Il mito e il classicismo - L'opera di Terence Fisher
  2. Il mostro, il voyeurismo, lo spettacolo - La produzione inglese 1957-1964
  3. Variazioni sul tema e sciarade - La produzione Hammer e Amicus 1960-1967
  4. Teenage Monsters, l'Hitchcock dei poveri, il nudie - Quattro produttori statunitensi
  5. Omaggio a Edgar Allan Poe - Roger Corman e l'AIP 1960-1966
  6. Miscellanea fantastica - La produzione americana 1957-1966
  7. Elegia per una donna vampiro - Il cinema fantastico in Italia 1957-1966

- Storia del cinema dell'orrore - Volume 3 - Dal 1966 al 1978
  1. Il mostro e la follia - L'opera di Roy Ward Baker
  2. Nuove strade per l'orrore - La produzione Hammer 1968-1976
  3. Ghost Stories and Black Comedies
  4. La fucina dell'orrore - La produzione AIP 1967-1975
  5. Assatanati e morti viventi - La produzione statunitense 1967-1978
  6. Esorcismi made in Italy - Il cinema fantastico italiano 1967-1978
  7. Il dottor Moreau nell'isola di sangue - Il cinema filippino e cenni sulla produzione dell'Estremo Oriente
  8. Il licantropo contro il dottor Orloff - Il cinema fantastico spagnolo
  9. L'internazionale fantastica

Seguono quindi:
- Conversazione con Vincent Price
- Conversazione con Roy Ward Baker
- Conversazione con Michael Carreras
- Statistiche economiche sul cinema fantastico
- Schede filmografiche
- Schede biografiche
- Bibliografia
- Indice dei nomi
- Indice dei film

## Edizioni
Prima edizione 1978
- Teo Mora, Storia del cinema dell'orrore, vol. 1, 1ª edizione, Fanucci, 1977  [1977].
- Teo Mora, Storia del cinema dell'orrore, 2, tomo 1, 1ª edizione, Fanucci, 1978  [1978].
- Teo Mora, Storia del cinema dell'orrore, 2, tomo 2, 1ª edizione, Fanucci, 1978  [1978].

Seconda edizione 2001
- Teo Mora, Storia del cinema dell'orrore - Dalle origini al 1957, vol. 1, 2ª edizione, Fanucci, 2001  [1978], ISBN 88-347-0800-8.
- Teo Mora, Storia del Cinema dell'orrore - Dal 1957 al 1966, vol. 2, 2ª edizione, Fanucci, 2001  [1978], ISBN 88-347-0850-4.
- Teo Mora, Storia del cinema dell'orrore - Dal 1967 al 1978, vol. 3, 2ª edizione, Fanucci, 2001  [1978], ISBN 88-347-0897-0.